# 澀谷飛鳥
澀谷飛鳥（1988年7月13日—）是日本新潟縣新潟市出身的女演員，所屬事務所為Oscar Promotion 。身高162cm，血型O型，堀越高等學校畢業。

## 來歷
- 2002年8月，在第8回「全日本國民美少女比賽」獲選。
- 2003年8月，第8回與第9回「全日本國民美少女比賽」獲選人員組成女子團體「美少女俱樂部21」（後增加為31人，成為美少女俱樂部31）。
- 與同事務所的名演員米倉涼子、菊川怜、上戶彩有交情。
- 興趣是製作料理模型。
- 崇拜的女演員有：樹木希林、野際陽子、室井滋。
- 以觀月亞里莎、上戶彩作為目標。

## 作品演出

### 電視劇
- 昨日的朋友是今日的敵人？（日语：昨日の友は今日の敵?） （2004年1月5日 - 2月9日、NHK綜合）飾演 日高ゆうか
- 怪奇大家族（日语：怪奇大家族） （2004年10月4日 - 10月26日、東京電視台）飾演 忌野忍子
- 水曜日晚間九點戲劇 / 約束〜いつか、虹の向こうへ悪党〜 （2005年8月3日、東京電視台）飾演 高瀨早希
- 冷暖人間 （TBS）飾演 吉野杏子
- Attention Please （2006年6月27日、富士電視台）飾演 新人訓練生
- 自行車少年記（日语：自転車少年記） （2006年11月23日、東京電視台）飾演 カナデ
- 病院のチカラ〜星空ホスピタル〜 （2007年4月7日 - 5月12日、NHK綜合）飾演  栗原瞳
- 新幹線女孩（日语：新幹線ガール） （2007年7月4日、日本電視台）飾演 日下部めぐみ
- 30沒戀人 （2007年7月5日 - 9月6日、TBS）飾演 秋山奈奈子
- 日本電視台開台55年紀念節目 死在樺太‧真岡郵局九位女子們～（日语：霧の火 樺太・真岡郵便局に散った九人の乙女たち霧之火～） （2008年8月25日、日本電視台）飾演 指田キミ
- Ghost Friends （2009年4月2日 - 6月4日、NHK綜合）飾演 柴田ナオ
- ハンチョウ〜神南署安積班〜 （TBS）飾演 安積涼子
- となりの芝生（日语：となりの芝生#TBS版（2009年）） （2009年7月1日 - 9月16日、TBS）飾演 秋野聰子
- 名偵探柯南 致工藤新一的挑戰書 怪鳥傳説之謎 （2011年4月15日、讀賣電視台）飾演 和倉琴美
- 稅務調查官・窓際太郎的事件簿（日语：税務調査官・窓際太郎の事件簿） （2011年6月27日、TBS）飾演 首藤三穗
- ハンチョウ〜神南署安積班〜第4季 第8・11・12回 （2011年5月30日・6月20日・27日、TBS） - 飾演 安積涼子
- 税務調査官・窓際太郎的事件簿22（日语：税務調査官・窓際太郎の事件簿） （2011年6月27日、TBS） - 飾演 首藤三穂
- 淺見光彥45（日语：浅見光彦シリーズ#中村俊介版） 「志摩半島殺人事件」（2012年7月20日、富士電視台） - 飾演 岩崎夏海
- 水曜日晚間九點戲劇 / 搜查檢事・近松茂道12（日语：捜査検事・近松茂道） （2012年8月22日、東京電視台） - 飾演 白石鈴子
- 東京全力少女 （2012年10月10日 - 、日本電視台） - 飾演 山本由香
- 白雲階梯 第4集 - （2013年5月8日 - 、日本電視台） - 飾演 金川順子
- 週六Wild劇場 / 聽到遺物聲音的男人4（2013年5月25日、朝日放送） - 飾演 長谷川香織
- 潔子爛漫（2013年9月2日 - 10月25日、東海電視台） - 飾演 木村千代
- 週一Golden / 淺見光彦系列33「蜃氣楼」（2013年9月16日、TBS） - 飾演 梶川優子
- 刑警的目光 第6話（2013年11月11日、TBS） - 飾演 水野愛子
- 週五Prestige / 塔馬教授的天才推理2「湯殿山麓木乃伊傳説殺人事件」（2014年9月19日、富士電視台） - 飾演 梓川 梓
- 警部補・杉山真太郎〜吉祥寺署事件簿 第9話（2015年3月9日、TBS） - 飾演 狹山祥子
- 週一Golden  / 捜査指揮官 水城さや3「全部責任、由我來承擔!」（2015年5月25日、TBS） - 飾演 宮田千穂
- 週六Wild劇場 / 西村京太郎旅行懸疑64「仙台・青葉的殺意」（2015年8月15日、朝日電視台） - 飾演 北村明子
- 科搜研之女 第15系列 第3話（2015年10月29日、朝日電視台） - 飾演 今西舞

### 電視節目
- GIRLS A GOGO! （2003年3月 - 2006年9月、朝日電視台 / BS朝日）
- 夏のテレビクラブ ケータイ社会の落とし穴 （2005年8月、NHK教育）
- ふたりでマゴまご!〜孫といっしょに初めての挑戦〜 （2006年9月、NHK綜合）
- 全明星感謝祭 （2006年10月、TBS）
- 戀愛百景（日语：恋愛百景） （2006年10月 - 2009年9月、朝日電視台）
- 世界各地停留記（日语：世界ウルルン滞在記） （2007年6月、TBS）
- 濱田警察24時（日语：浜田警察24時）〜秋の犯罪撲滅キャンペーンスペシャル （2007年9月、日本電視台）
- 最後的忠臣藏（日语：最後の忠臣蔵）當地拜訪 （2009年12月5日、東京電視台）
- きずな （2011年1月、群馬電視台） - 主持人

### 電影
- 超級惡魔人 （2004年10月公開）飾演 ミーコ
- Fly, Daddy, Fly（日语：フライ,ダディ,フライ） （2005年7月公開）飾演 三浦直子
- 神之左手，恶魔之右手 （2006年7月公開）主演 山邊泉
- 真夜中の少女たち 第3話 クラッシュ・ザ・ウインドウ （2006年8月公開）主演 中村佳織
- 假面騎士×假面騎士W & Decade Movie大戰2010 （2009年12月公開）飾演 睦月安紗美
- てやんDays（2012年9月）

### 網路電影
- your choice #4 希望の党☆[永久] （2006年、總務省製作）飾演 宮下萬里江

### 原始視頻
- 射る眼〜猟奇殺人の記憶〜 （页面存档备份，存于）（2005年、Sg-TV先行公開）飾演 シュウ
- 射る眼〜甦える殺意〜 （页面存档备份，存于）（2006年、Sg-TV先行公開）飾演 シュウ

### 廣播
- ブロードバンド!ニッポン 渋谷飛鳥・瞳でネット（日语：ブロードバンド!ニッポン） （星期一 17時-18時、LFX mudigi）
- Beautiful Radio・美少女クラブ31 （2004年10月 - 2005年3月、日本放送）

### 動畫
- 龍之子Production40周年紀念作品動畫 鴉 -KARAS- （2005年 DVD、全6話）配音 ヒナル

### 電視廣告
- NEC デスクトップパソコン VALUESTAR （2002年10月 - ）
- タカラ e-kara （2004年5月 - ）
- サトウ食品 サトウの切り餅 サトウのごはん （2004年9月 - ）

### 舞台劇
- 忠臣蔵〜いのち燃ゆるとき〜 （2007年3月3日 - 4月22日、明治座）飾演 おさち
- エドの舞踏会 （2007年12月1日 - 23日、御園座）
- エドの舞踏会 （2008年2月3日 - 29日、明治座）
- 最後の忠臣蔵 （2009年12月2日 - 24日、明治座）

## 作品

### DVD
- 美少女クラブ31 ファーストDVD Making of Bisyoujyo Club 31 （2004年11月24日發售）
- 渋谷飛鳥 大切なあなたへ （2005年1月25日發售）

## 書籍

### 雜誌連載
- 渋谷飛鳥の「渡・鬼日記」鬼どぉ? 愛楽（KI・DO・AI・RAKU）（『月刊デ・ビュー』毎月1日發售）

## 關聯條目
- Perfume - 堀越高校的同期

## 外部連結
- 公式プロフィール （页面存档备份，存于） - オスカープロモーション
- 渋谷飛鳥プロフィール｜オスカープロモーション公式SNS・オーディション （页面存档备份，存于） - be amie
- タレント詳細 - オスカー電子カタログ
- 澀谷飛鳥的Instagram帳戶
- Asuka Shibuya在互联网电影资料库（IMDb）上的資料（英文）